# Taxodium dubium
Taxodium dubium — вимерлий вид кипарисових з роду Taxodium родини Cupressaceae, який жив у Північній Америці та Європі з пізнього палеоцену до пліоцену. Вперше вид був описаний у 1823 році Каспаром Марією фон Штернбергом.

## Морфологічна характеристика
Відзначено, що листя Taxodium dubuim є диморфними, з лускатою хвоєю на незрілих коротких пагонах і голчастою хвоєю на зрілих коротких і довгих пагонах. Недозріла луската хвоя спірально прикріплена навколо гілки, тоді як зріла довша хвоя вигинається від гілочок у плоску площину з кожного боку пагона. Голчасті листки мають загострену верхівку та різко заокруглену основу, де короткий черешок вигинається до гілочки. Максимальна довжина хвої досягає 1.2 см.
Короткі пагони мають довжину до 8 см і мають до шістдесяти голок, які є найдовшими біля центральної точки гілочки. Короткі пагони проростають по черзі від старих довгих пагонів, які мають ширше розставлені голки, які також спірально прикріплені, але повернуті в плоску форму з обох боків пагона.
Зрілі насіннєві шишки T. dubium досягають 2.5 см у діаметрі. До дванадцяти лусок шишки спірально прикріплені до центральної осі. Шишки були сидячі, безпосередньо на гілках. Центральна ділянка кожної лусочки злегка увігнута, щоб утримувати зріюче крильчасте насіння до розповсюдження.
Пилкові шишки розташовані поодиноко або спірально на волотистій гілочці, яка часто скидається з дерева після розсіювання пилку. Окремі пилкові шишки мають діаметр приблизно до 1 мм і мають кулясту чи яйцеподібну форму. Шишкові луски нечіткі у скам'янілостях, але припускають, що вони спірально прикріплені до центральної стебла.

## Розповсюдження
Найдавніші виявлення в Північній Америці датуються палеоценом острова Святого Лаврентія біля західного узбережжя Аляски та національного парку та заповідника Деналі в центральній Алясці. До раннього еоцену вид поширився на південь уздовж Британської Колумбії до Північного та Центрального штату Вашингтон. Скам'янілості Оканаганського нагір'я іпрського періоду були знайдені у внутрішніх районах Британської Колумбії в Квілчена та у формації Прінстонс-Алленбі, а також у формації Гора Клондайк навколо Республіки та округу Північний Феррі, штат Вашингтон. Скам’янілості прибережних боліт і заплавних рівнин того віку знайдені в долині річки Фрейзер у Британській Колумбії, формації Чаканат на півночі Вашингтона та групі П’юджет у низовині П’юджет-Саунд. Вид продовжував поширюватися на південь і до середнього еоцену був присутній від формації Джон Дей в Орегоні на південь до Вівервілля, Каліфорнія, а в міоцені поширився на схід до формації Елко, Невада та шарів скам’янілостей Clarkia в Айдахо. T. dubium був одним із помітних компонентів флор Гранд Кулі та Лата, які перетиналися з базальтами річки Колумбія протягом середнього та пізнього міоцену. Наприкінці міоцену та на початку пліоцену вид був обмежений Каліфорнією, скам’янілості були відомі з Коррал-Холлоу та Пітсбурга.
Найдавніші європейські знахідки походять з острова Шпіцберген, де вид був вперше описаний у 1823 році. До пізнього еоцену вид поширився по всій Європі, скам'янілості були знайдені в Німеччині, Росії та Чехії. Останні випадки появи в атлантично-бореальних регіонах Європи відносяться до пізнього міоцену, тоді як він зберігся до пізнього пліоцену в регіоні Паратетіс.